# هنريتا بيل ولز
هنريتا بيل ولز (بالإنجليزية: Henrietta Bell Wells)‏ هي عاملة إجتماعية أمريكية، ولدت في 11 أكتوبر 1912 في هيوستن في الولايات المتحدة، وتوفيت في 27 فبراير 2008 في باي تاون في الولايات المتحدة.